# Becca di Nona
Becca di Nona – szczyt w Alpach Graickich, części Alp Zachodnich. Leży w północnych Włoszech w regionie Dolina Aosty. Należy do masywu Mont Blanc. Szczyt można zdobyć ze schroniska Bivacco Federico Zullo (2897 m).
Pierwszego wejścia dokonał Casalegno w 1832 r.